# Anemone tenuifolia
Anemone tenuifolia är en ranunkelväxtart som först beskrevs av Carl von Linné d.y., och fick sitt nu gällande namn av Dc.. Anemone tenuifolia ingår i släktet sippor, och familjen ranunkelväxter. Inga underarter finns listade i Catalogue of Life.

## Bildgalleri

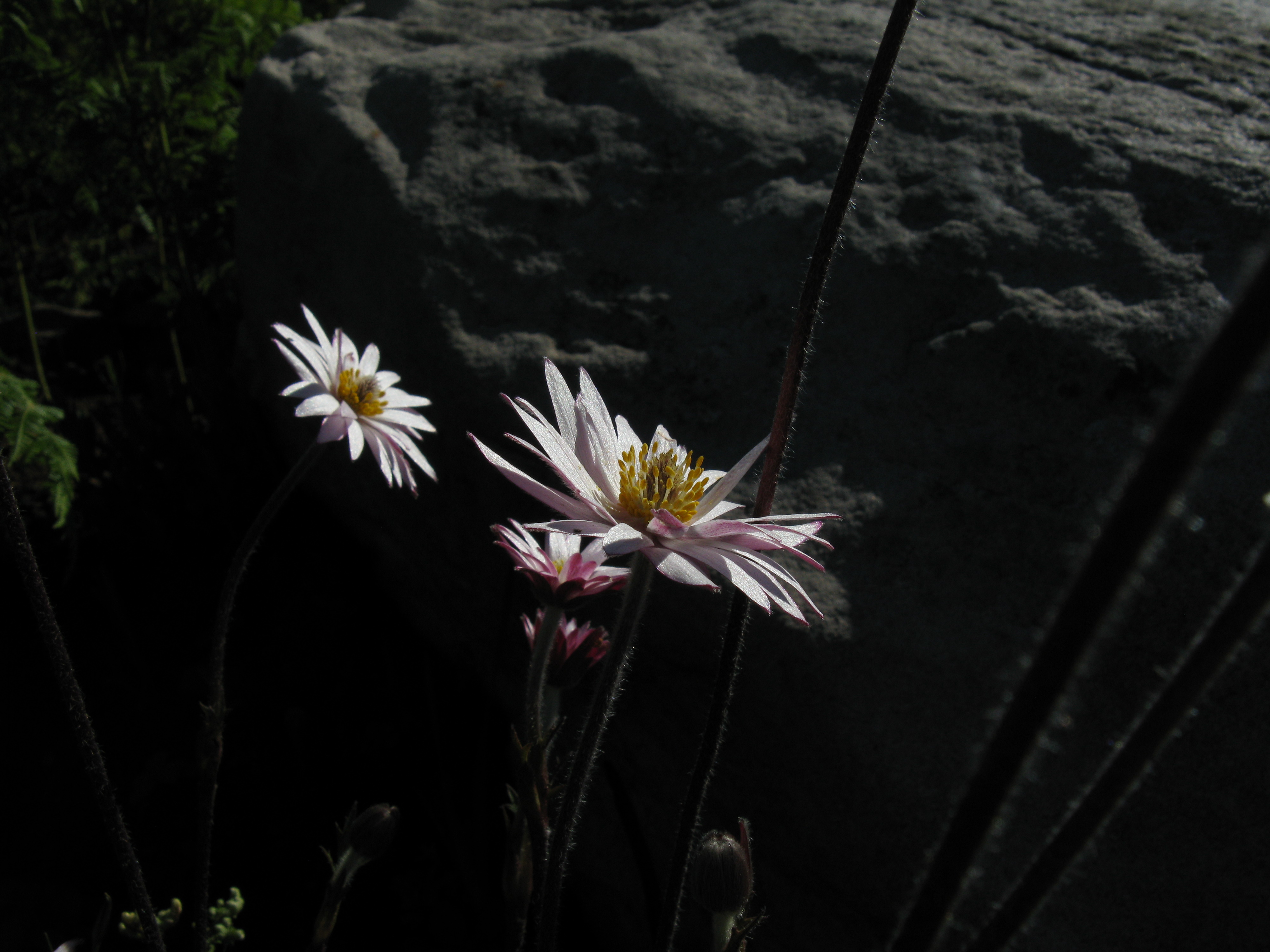
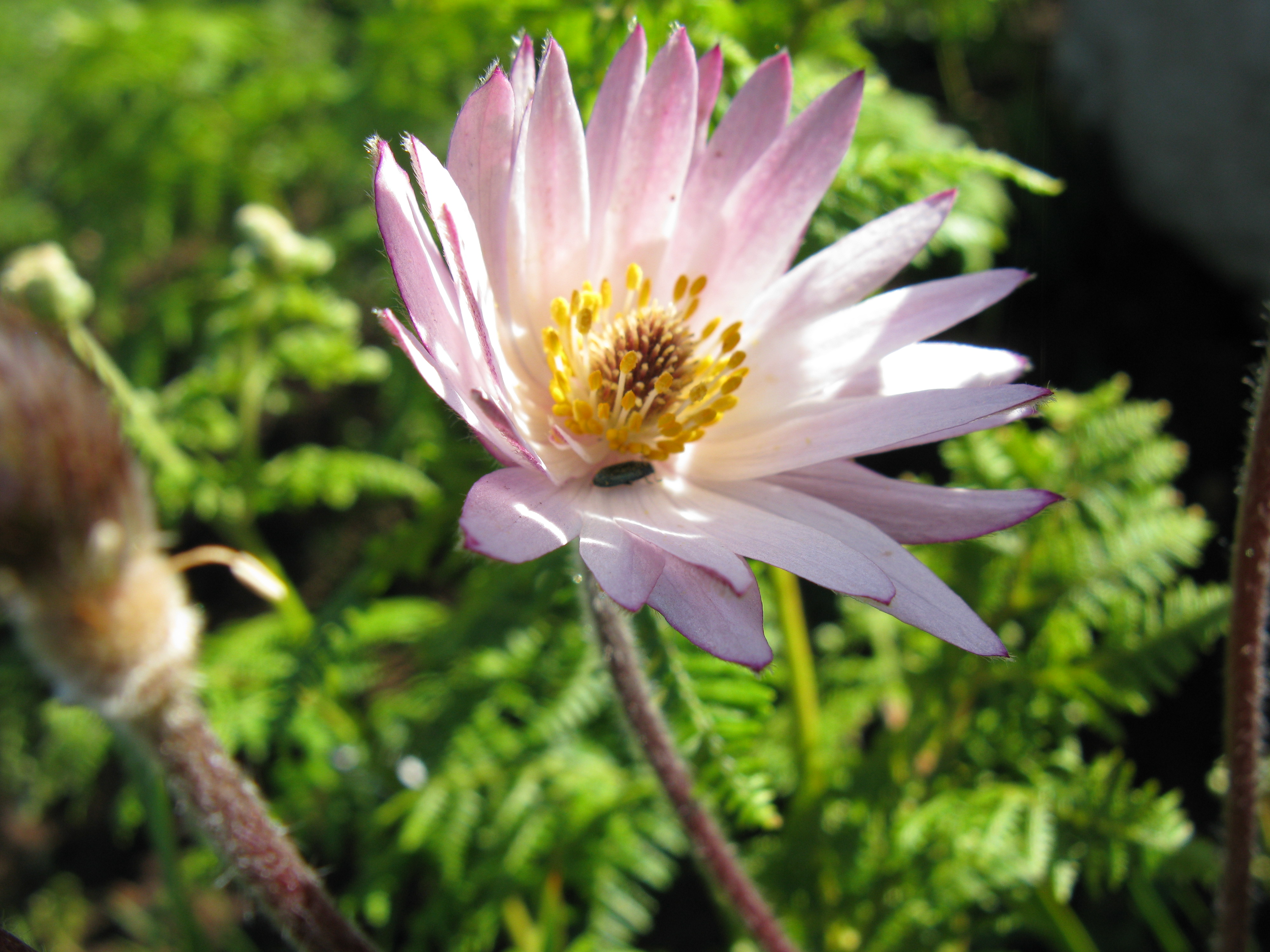
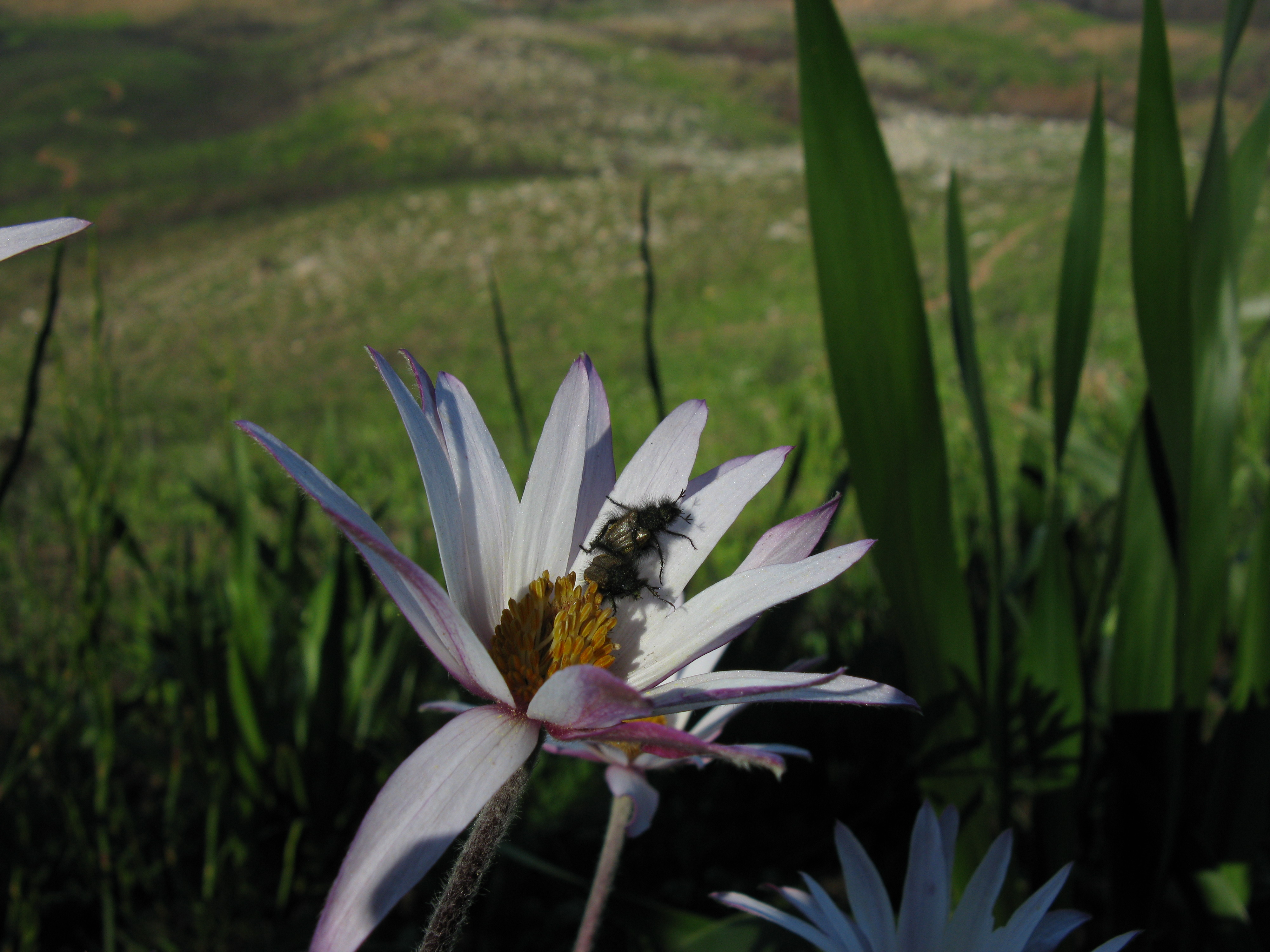
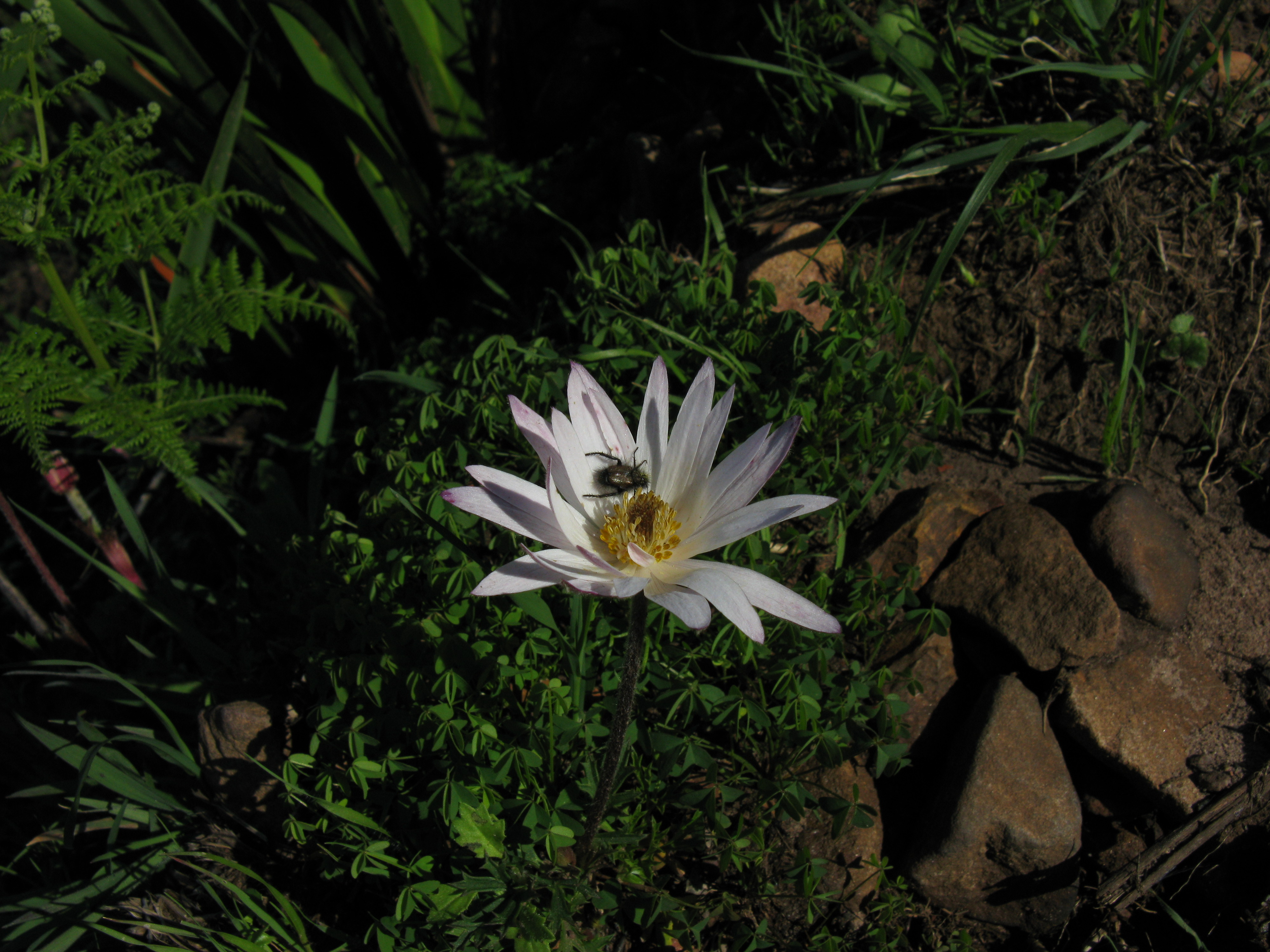